# Zeche Anna Catharina (Stiepel)
Die Zeche Anna Catharina ist ein ehemaliges Steinkohlenbergwerk im Bochumer Stadtteil Stiepel. Das Bergwerk war auch unter den Namen Zeche Annacatrin oder Zeche Annacatrina Gerichts Stiepel bekannt. Das Bergwerk befand sich östlich der heutigen Unterfeldstraße.

## Bergwerksgeschichte
Am 8. Februar des Jahres 1763 wurde die Mutung eingelegt. Gemutet wurde eine Steinkohlenbank mit dem Namen Anna Katharina. Diese Kohlenbank war bereits erschürft und befand sich im sogenannten Dahler Siepen. Als Muter traten auf Konrad Schulte zur Oven und Henrich Johann Werth zur Osten. Die Muter begehrten ein Grubenfeld mit der Größe einer Fundgrube und zwei Maaßen in Richtung Westen und ein gleich großes Feld in Richtung Osten. Am 23. April des Jahres 1765 wurde ein Längenfeld verliehen. Am 6. Mai wurde die Konzession per Reskript aus Berlin bestätigt. Nach der Verleihung wurde das Bergwerk in Betrieb genommen. Nachfolgend war das Bergwerk mehrere Jahre in Betrieb. Am 18. Januar des Jahres 1771 waren als Gewerken Konrad Schulte zur Oven, Henrich Johann Werth zur Osten, Evert Johann Korffmann, Johann Henrich Hellermann, Johann Hermann Schulte zur Oven und Johann Henrich Schulte zur Oven in die Unterlagen des Bergamtes eingetragen. Die Gewerken hatten eine unterschiedlich hohe Anzahl an Kuxen. Die Rezeßgelder waren bis zu diesem Zeitpunkt bezahlt worden. Eine Vermessung des Bergwerks war bereits durchgeführt worden. Im Jahr 1792 wurde das Bergwerk in der Niemeyerschen Karte eingetragen. Zu diesem Zeitpunkt hatte das Bergwerk bereits zwei Stollen und drei Schächte. Im Jahr 1799 wurde im Bereich der Schächte Simson, Lazarus und Wohlgemuth abgebaut. Der Hauptabsatz der Kohlen erfolgte zur Ruhr. Im Jahr 1803 umfasste die Berechtsame die Flöze Catharina 1, 2, 3 und 4. Die Lagerstätte war zu diesem Zeitpunkt weitestgehend abgebaut worden. Im Jahr darauf wurde der Schacht Victoria in Betrieb genommen. Der Schacht hatte eine Teufe von 18 Lachtern. Im Jahr 1805 wurden zunächst noch 1677 Tonnen Steinkohle gefördert. Am 3. September desselben Jahres wurde die Zeche Anna Catharina stillgelegt.